# Socorro (Nouveau-Mexique)
Pour les articles homonymes, voir Socorro.
La ville de Socorro est le siège du comté de Socorro dans l'État du Nouveau-Mexique, aux États-Unis. Elle se trouve dans la vallée du Río Grande à une altitude de 1 396 m. Sa population en 2000 était de 8 807 habitants.

## Histoire
Socorro a été fondée en 1598 par l'Espagnol Juan de Oñate. Une première mission catholique a été fondée vers 1625, la ville était alors peuplée d'environ 600 personnes.

## Démographie
| Groupe            | Socorro | Nouveau-Mexique | États-Unis |
| ----------------- | ------- | --------------- | ---------- |
| Blancs            | 80,7    | 68,4            | 72,4       |
| Autres            | 8,3     | 15,1            | 6,2        |
| Amérindiens       | 3,9     | 9,4             | 0,9        |
| Métis             | 3,4     | 3,8             | 2,9        |
| Asiatiques        | 2,1     | 1,4             | 4,8        |
| Afro-Américains   | 1,5     | 2,1             | 12,6       |
| Océaniens         | 0,1     | 0,1             | 0,2        |
| Total             | 100     | 100             | 100        |
|                   |         |                 |            |
| Latino-Américains | 54,0    | 46,3            | 16,7       |

Selon l'American Community Survey, pour la période 2011-2015, 58,49 % de la population âgée de plus de 5 ans déclare parler anglais à la maison, alors que 34,95 % déclare parler l’espagnol, 2,97 % le navajo, 0,97 % le français, 0,75 % une langue chinoise, 0,63 % le persan, 0,55 % le russe et 0,68 % une autre langue.

## Source
- (en) Cet article est partiellement ou en totalité issu de l’article de Wikipédia en anglais intitulé « Socorro, New Mexico » (voir la liste des auteurs).

1. ↑  (en) « Population of Socorro, NM - Census 2010 and 2000 », sur censusviewer.com.
2. ↑  (en) « Population of New Mexico - Census 2010 and 2000 », sur censusviewer.com (consulté le 28 mai 2017).
3. ↑  (en) « Language spoken at home by ability to speak English for the population 5 years and over », sur factfinder.census.gov.